# Wasserturm Kiel-Neumühlen-Dietrichsdorf
| Wasserturm Kiel-Neumühlen-Dietrichsdorf | Wasserturm Kiel-Neumühlen-Dietrichsdorf          |
| Wasserturm                              | Wasserturm                                       |
| Daten                                   | Daten                                            |
| --------------------------------------- | ------------------------------------------------ |
| Denkmalschutz:                          | Kulturdenkmal                                    |
| Baujahr:                                | 1905                                             |
| Turmhöhe:                               | 20,5 m                                           |
| Nutzhöhe:                               | 17,3 m                                           |
| Behälterart:                            | Barkhausen                                       |
| Volumen des Behälters:                  | 200 m³                                           |
| Betriebszustand:                        | Außer Betrieb                                    |
| Ursprüngliche Nutzung:                  | Wasserversorgung des Ortes                       |
| Heutige Nutzung:                        | Zeitweilig für Ausstellungen und Veranstaltungen |

Der Wasserturm in Kiel-Neumühlen-Dietrichsdorf steht auf dem Moorberg neben der 1989 neu gegründeten Toni-Jensen-Gesamtschule. Er wurde 1905 errichtet und ist heute das Wahrzeichen und das Zentrum des Wohngebietes am Masurenring. Die Wohnungsbaugesellschaft hatte ihn 1988 von den Stadtwerken erworben, inzwischen ist er aber an einen anderen Träger übergeben.

## Bauwerk
Der Berliner Königliche Hofingenieur David Grove entwarf die Baupläne für den gut 20 m hohen Turm. Der im Schaft leicht konische Backsteinbau steht auf kreisrunden Grundriss. Der verbreiterte Sockelbereich setzt sich durch zwei helle Ringe vom darüber liegenden Mauerwerk ab. Über dem historistisch gestalteten Eingangsportal sind zwei spitzbogige Fenster angeordnet, darüber zentral ein kleines Rundfenster. Der Schaft schließt nach oben mit einem Kranz von Konsolen ab. Darüber befindet sich der nur mäßig verbreiterte Kopf des Turms, die Ummantelung des Behälters. Dieser Bereich ist verputzt und zeigt seit 1976 Schiffsmotive des Malers Reimer Riediger. Ein flaches Kegeldach bildet den oberen Abschluss des Bauwerks.
Der Turm hat einen schmiedeeisernen Barkhausen-Wasserbehälter mit 200 m³ Fassungsvermögen. Dieser Behälter mit halbkugelförmigem Behälterboden benötigt keinen Stützring mehr und stellt daher einen Fortschritt dar gegenüber den älteren Bauformen wie Hängebodenbehälter oder Intze-Behälter.
→ Näheres zu den Behälterformen im Hauptartikel Wasserturm

## Geschichtliches zur Wasserversorgung in Dietrichsdorf
Nach der Gründung der Schiffswerft von Georg Howaldt an der Mündung der Schwentine im Jahr 1876 wandelte sich Dietrichsdorf vom Bauerndorf zur Wohnsiedlung für Werftarbeiter. Die Einwohnerzahl stieg von 284 im Jahr 1867 auf 5136 im Jahr 1905. Eine zentrale Wasserversorgung erhielt der Ort durch ein Wasserwerk, das im Tal der Schwentine gebaut wurde. Von dort pumpte man das Wasser in den Wasserturm auf dem Moorberg.
Nach der Eingemeindung von Neumühlen-Dietrichsdorf nach Kiel im Jahr 1924 übernahm die Stadt die Wasserversorgungseinrichtungen. Die Anlagen in Dietrichsdorf blieben bis 1955 in Betrieb. Heute ist Dietrichsdorf an das Versorgungsnetz von Kiel angeschlossen. Die vier Wasserwerke der Stadtwerke Kiel versorgen die Stadt mit jährlich knapp 20 Millionen Kubikmeter Wasser.

## Weitere Nutzung des Turms
Der Turm steht meistens leer, nur zeitweilig wird er für Ausstellungen und andere kulturelle Veranstaltungen genutzt (Stand 2009).